# کریوی تورتس
کریوی تورتس (انگلیسی: Kryvyi Torets) یک رودخانه در استان دونتسک کشور اوکراین است.